# Barlas-Kanal
Der Barlas-Kanal ist eine Meerenge zwischen der Day-Insel und der Adelaide-Insel vor der Loubet-Küste des Grahamlands auf der Antarktischen Halbinsel. Sie erstreckt sich von der Meerenge The Gullet in südwestlicher Richtung zum nördlichen Abschnitt des Laubeuf-Fjords.
Teilnehmer der British Graham Land Expedition (1934–1937) unter der Leitung des australischen Polarforschers John Rymill nahmen 1936 eine grobe Vermessung vor. Eine neuerliche Vermessung erfolgte 1948 durch den Falkland Islands Dependencies Survey, der ihn nach William Barlas (1888–1941) benannte, Repräsentant des Vereinigten Königreichs auf Deception Island und den übrigen Südlichen Shetlandinseln (1914–1915) sowie zu verschiedenen Anlässen auf Südgeorgien (1928–1941).